# Sacsayhuamán

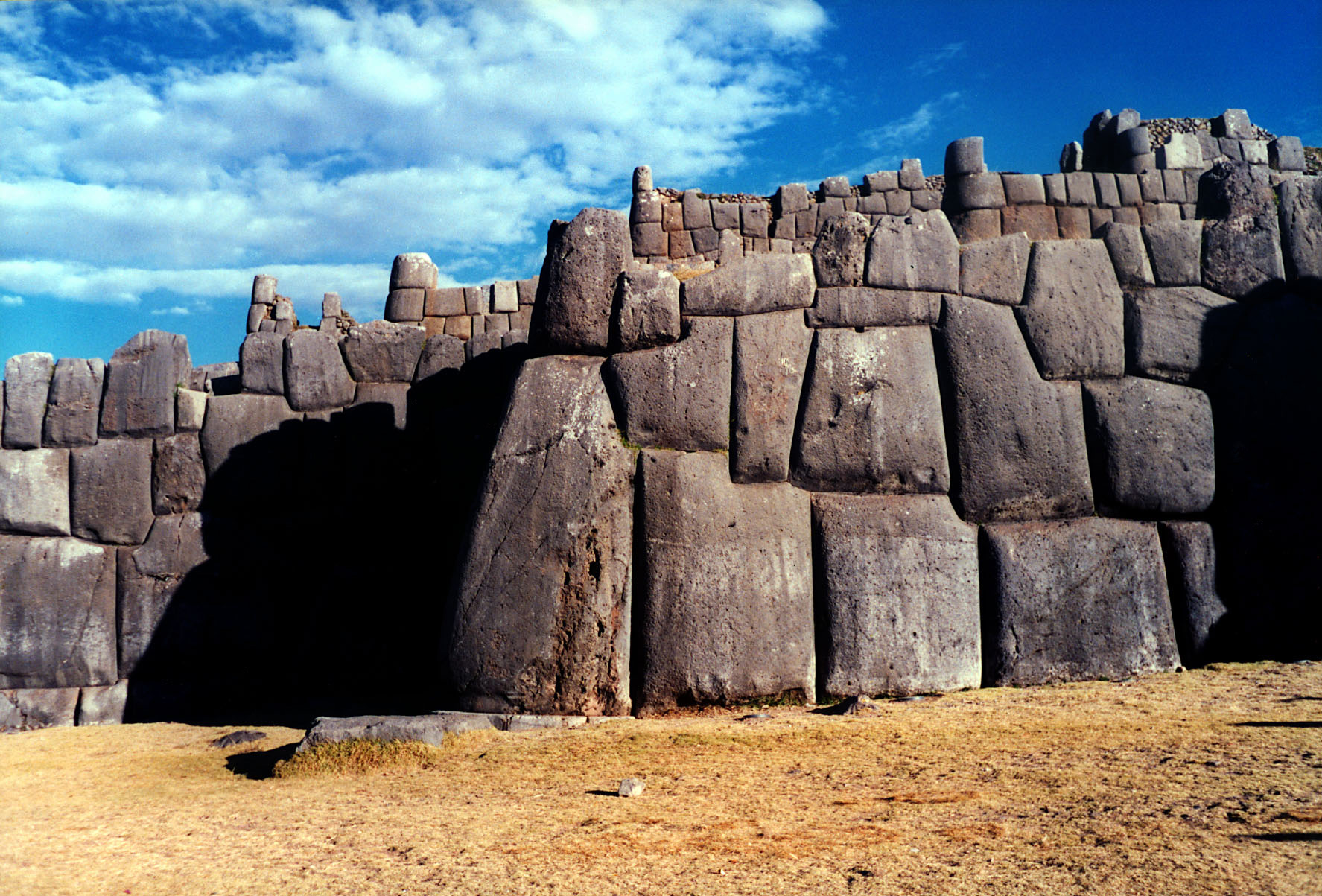
Sacsayhuamán

Sacsayhuamán är en befästningsliknande anläggning från inkariket, idag i ruiner. Anläggningen är konstruerad av stora stenblock som är släthuggna med stor precision. Den är belägen strax norr om Cusco, i Peru.
Sacsayhuamán konstruerades ursprungligen av militära skäl med avsikten att försvara sig emot de invaderande stammar som hotade Inkariket. Byggandet påbörjades av inkan Pachacutec, efter 1438. Den som lämnat den bästa beskrivningen av monumentet är den spanske krönikören Inca Garcilaso de la Vega, som berättar att byggandet tog omkring 50 år till tiden för Huayna Cápac. När de spanska conquistadorerna kom var det färdigbyggt.
Från befästningen har man en panoramautsikt över staden Cusco och dess omgivningar.

## Höjd
Sacsayhuamán ligger på en höjd av 3 700 meter över havet.

## Formen
Området där befästningen ligger motsvarar huvudet på det heliga djuret, och en av översättningarna av det begreppet är "pumans huvud". Pachacutec, den nionde Inkan, gav staden en ny form liknande en liggande puma. Puman är det djur som vaktar den världsliga delen. (Inkaindianerna delade in världen i tre delar: himlen, jorden och underjorden).

## Förbindelser
Sacsayhuamán nås via bilvägen som förenar Cusco med Chinchero (Urubambadalen). Det finns också en promenadväg från Cusco. Avståndet är cirka 2 kilometer från Plaza Mayor.

## Befästningsområdet

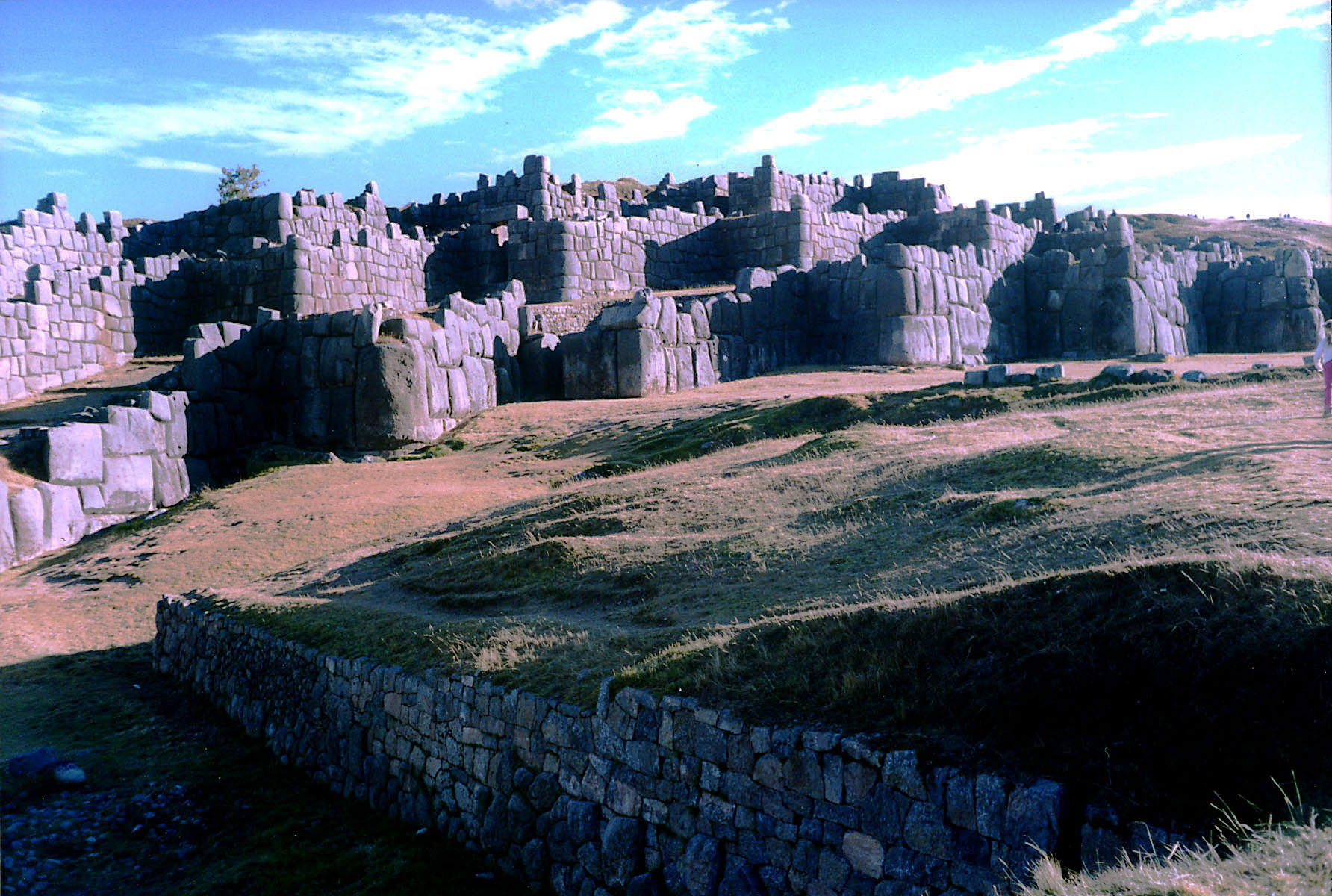
Cyklopiska murar i tre nivåer

Området som befästningen upptar är stort, det som mest drar till sig uppmärksamheten är de tre befästningsmurarna som bildar en sågtandad sida.

## Arkitektur
Konstruktionen i sig är märklig med de enorma stenblock som konstruktionen består av. Uppifrån sett bildar de tre sågtandsliknande murkonstruktionerna ett fjäderprytt huvud av en puma, staden Cusco utgör själva kroppen. Ett av de tre tornen (av vilka det nu bara återstår grundmurarna) kan tolkas som djurets öga.

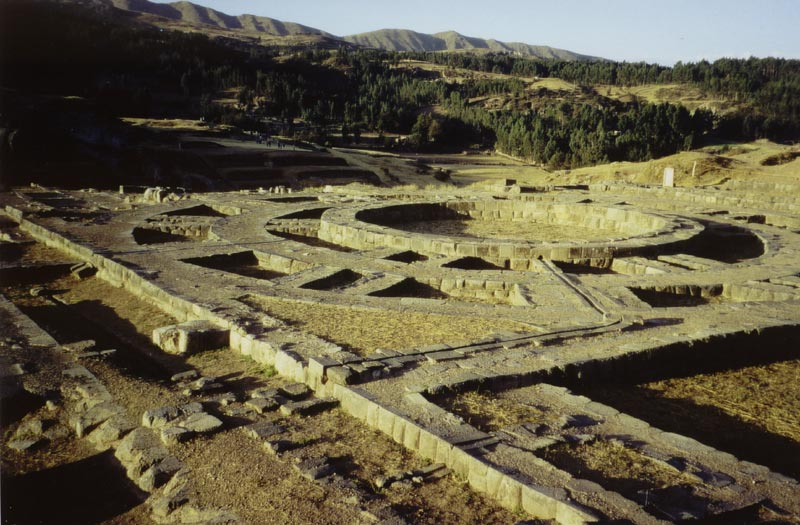
Muyucmarca med resterna av det cirkulära tornet

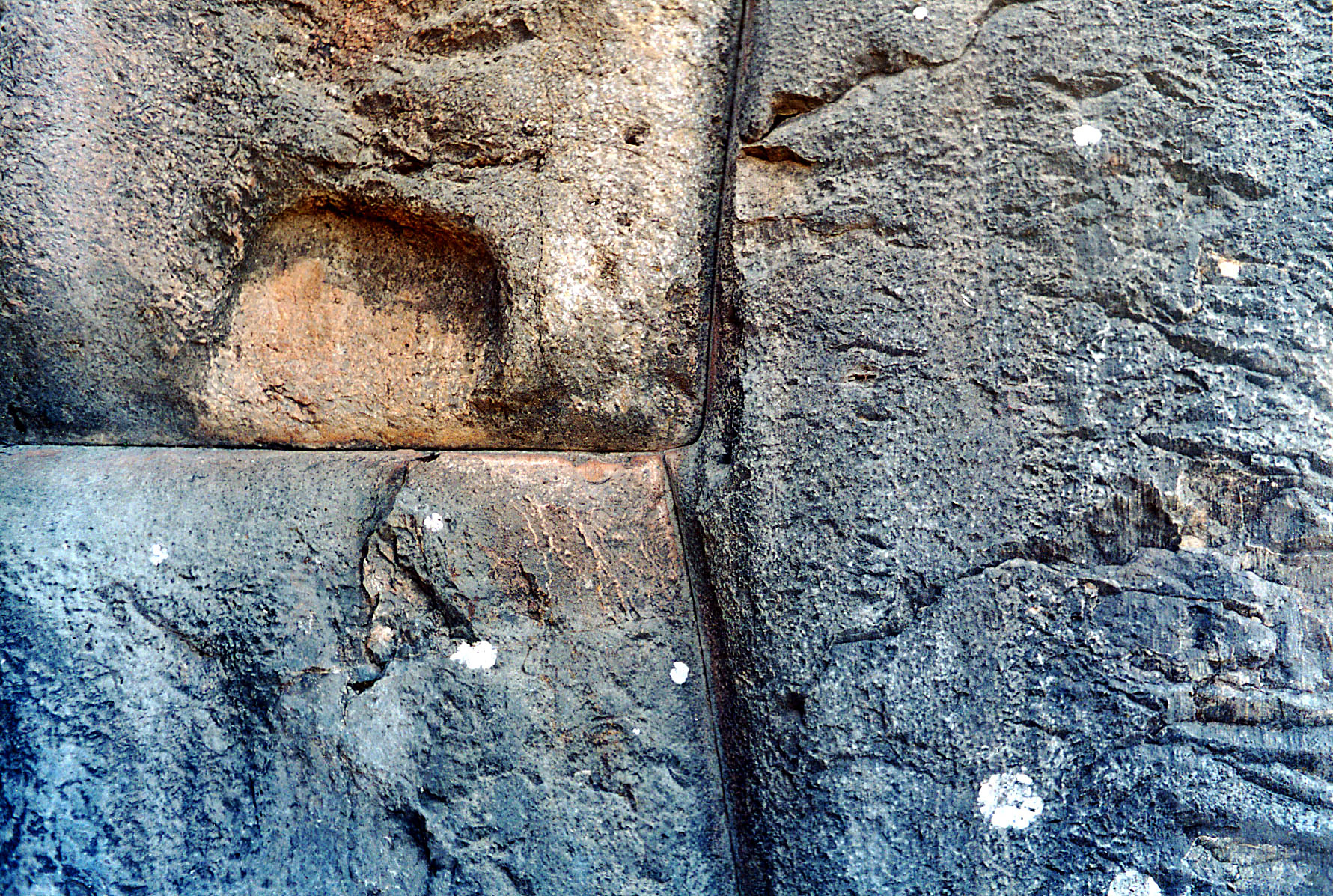
Stenblocken är huggna med precision, ibland utsmyckade med detaljer för att som till synes visa den tekniska skickligheten

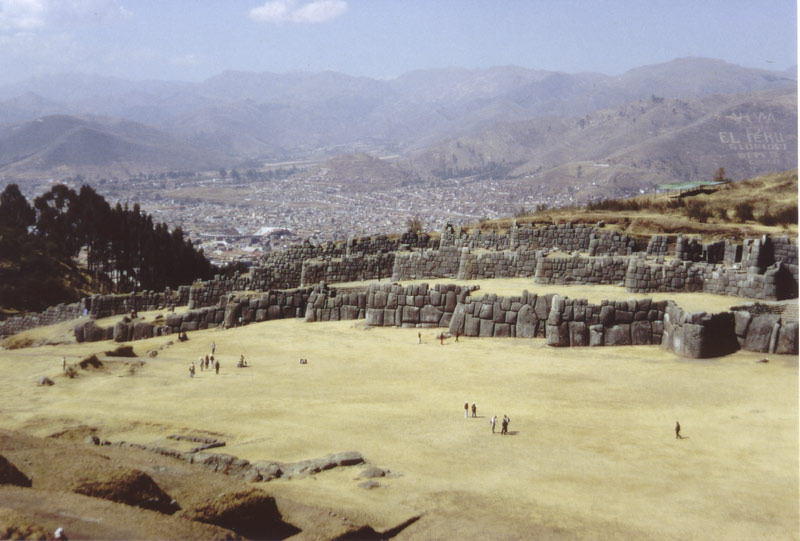
Överblick och vy mot Cusco

Den sammetsliknande ytan på stenarna väcker uppmärksamhet. Det finns skulpterade figurer på stenarna och klipporna, ingångar till underjordiska tunnlar, en amfiteater, olika konstruktioner av rituell karaktär, förmodligen relationerade till kulten av vattnet. Denna plats hade en mycket viktig roll i inkaindianernas ritualer.
Man tror att anläggning utgjorde en militär befästning, där man tränade krigare. Men det finns tvivel om detta, anläggningens placering och utformning gör att den kan ha haft ett religiöst syfte och konstruerats som ett stort tempel för Solguden. Anläggningens främsta kännetecken är den form som den är konstruerad, av stora stenblock som når en höjd av mer än 9 meter. Man uppskattar att konstruktionen uppfördes under en period av 50 år och påbörjades under inkan Inca Yupanqui. Cirka 20.000 man medverkade i konstruktionen.
Innanför murarna fanns stora förråd för livsmedel och vapen, och även kanaler för distribution av vatten. Inkans tron, placerad invid befästningen, bestod av ett stort stenblock hugget och polerat i olika nivåer. Från denna kunde härskaren leda fester, firanden och parader samt ge order.
De trappstegsformade murarna ligger i tre nivåer, cirka 300 meter långa, och är uppförda av kalksten av sedimentärt ursprung. Den första nivån är tillverkad av stora cyklopiska stenblock, det största 9 x 5 x 4 meter vars vikt har beräknats till 360 ton, vidare finns det granitblock 5 meter höga och 10 meter tjocka.
Sacsayhuamán delas in i olika sektorer: Sacsayhuaman, Rodadero (en rutschbana på de vulkaniska klipporna, mitt emot själva muren), Inkans tron, Warmi Kajchana, Inkans bad, Amfiteatrar, Chincana, resterna av tornens grundmurar, bland annat.

## Tornen
Det fanns tre torn som var placerade på den översta terrassen av befästningen: Muyucmarca, Sallacmarca, och Paucarmaca.
Det första hade cylindrisk form med en diameter av 22 meter och hade en höjd som motsvarar cirka fyra våningar. Detta torn låg i mitten. Det andra tornet hade kvadratisk form, från det kunde man se hela staden Cusco. Det tredje, också det med kvadratisk form, var beläget i den motsatta änden.

## Templet
Befästningen var den plats där Inkaindianerna dyrkade solen och templet användes för de religiösa ceremonierna. Man tror att tiotusentals personer vallfärdade till dessa speciella fester för soldyrkan och religiösa offer.

## Inti Raymi
I Sacsayhuamán äger den 24 juni, vid vintersolståndet, den årliga festivalen Inti Raymi rum, då man iscensätter inkafolkets dyrkande av solen (Inti = solguden). Befolkning från trakten klär sig i färgglada dräkter och dansar sina speciella danser och förmedlar på så sätt sina förfäders traditioner.
Till denna fest kommer besökare från hela världen, vilka med lång framförhållning har reserverat plats.

## Vad som finns kvar
I dag kan man bara se rester av konstruktionen, bara omkring 20 procent återstår. Redan på kolonialtiden monterade spanjorerna ner murarna för att konstruera hus och kyrkor i Cusco.

## Platser nära att besöka
- Kenko
- Puca Pucara
- Tambomachay
- Wikimedia Commons har media som rör Sacsayhuamán.